# Almè
Almè là một đô thị ở tỉnh Bergamo in the Ý region Lombardia, có vị trí cách khoảng 45 km về phía đông bắc của Milano và khoảng 5 km về phía tây bắc của Bergamo. Tại thời điểm ngày 31 tháng 12 năm 2004, đô thị này có dân số 5.777 người và diện tích là 2,0 km².
Almè giáp các đô thị: Almenno San Bartolomeo, Almenno San Salvatore, Paladina, Sorisole, Villa d'Almè.